# Gilles Mas
Gilles Mas es un ex ciclista profesional francés, nacido en Condrieu, el 5 de enero de 1961. Fue profesional entre 1983 y la 1989.
Fue un ciclista muy discreto y no obtuvo victorias. Pese a ello, hizo algunos puestos de mérito en carreras importantes como el Tour del Mediterráneo. En su última etapa de profesional corrió pruebas de ciclocrós. Actualmente es director deportivo en el equipo Ag2r La Mondiale.

## Palmarés
1982
- Ruta de Francia, más 1 etapa

## Resultados en las grandes vueltas
| Carrera         | 1983 | 1984 | 1985 | 1986 | 1987 | 1988 | 1989 |
| --------------- | ---- | ---- | ---- | ---- | ---- | ---- | ---- |
| Giro de Italia  | -    | -    | -    | -    | -    | -    | -    |
| Tour de Francia | -    | 29.º | 37.º | 47.º | 32.º | Ab.  | -    |
| Vuelta a España | -    | 32.º | 25.º | -    | -    | -    | -    |

## Equipos
- UC Saint Etienne-Pélussin (1983)
- Skil (1984-1985)
- R.M.O. (1986-1988)
- Puertas Mavisa (1989)